# Makrosociologie
Makrosociologie je subdisciplína sociologie zabývající se velkými sociálními útvary, jako jsou národy, třídy, globální společnosti, vrstvy ap., a těmto útvarům odpovídajícími procesy a jevy (sociální stratifikace, sociální mobilita, migrace, masová společnost, masová kultura aj.). Je tedy opakem mikrosociologie, která zkoumá sociální vazby z pohledu jedince.